# Ian Rogers
Ian Rogers (Hobart, 24 giugno 1960) è uno scacchista australiano.
Grande maestro, ha partecipato con la nazionale australiana a quattordici edizioni delle Olimpiadi degli scacchi dal 1978 al 2006 (undici volte in prima scacchiera), ottenendo complessivamente il 59,2% dei punti.
Quattro volte vincitore del Campionato australiano (1980, 1986, 1998 e 2006), Ian Rogers è stato per oltre vent'anni (dal 1984 al 2007) il giocatore australiano con il più alto punteggio Elo. 
Altri risultati di rilievo:
- 1983 – pari primo con Greg Hjorth a Melbourne (campionato del Commonwealth);
- 1984 – vince il torneo di Nuoro;
- 1985 – pari primo nel torneo B di Wijk aan Zee, primo a Kragujevac;
- 1988 – vince i tornei di Groninga, Mendrisio e Calcutta;
- 1989 – vince il torneo di Groninga, davanti ad Anand e Smyslov;[2]
- 1990 – primo-quarto con Chalifman, Adams e Piket a Groninga;
- 1991 – primo a Budapest;
- 1993 – primo a Giakarta;
- 1996 – primo a Gausdal;
- 2002 – pari primo nel torneo C di Wijk aan Zee;
- 2004 – pari primo nell'open di Bangkok (ripetuto nel 2005);
- 2006 – secondo nell'American Open di Washington;
- 2007 – in luglio vince il Lidums Checkmate Open di Adelaide, poi annuncia il ritiro dai tornei.

Dopo il ritiro per motivi di salute è diventato editorialista del quotidiano The Sydney Morning Herald.
È sposato con Cathy Rogers, avvocato e Maestro FIDE femminile.